# Sabatetes de la mare de Déu
Les sabatetes de la Mare de Déu, cipripedi o esclops (Cypripedium calceolus L. 1753) és una planta vascular, una orquídia terrestre de la família de les Orchidaceae i l'espècie tipus del gènere Cypripedium.
És la flor d'orquídia més grossa que es pot trobar a Europa. Forma part de la subfamília de les Cypripedioideae (poden hibridar-se els diferents gèneres d'aquestes espècies), i és l'única espècie d'aquesta subfamília present a Europa.
Espècie abundant a Suècia, on es calcula que el nombre d'individus madurs és d'aproximadament d'1.000.000 d'exemplars.

## Noms
El nom científic vàlid Cypripedium calceolus L. i el nom comú en català: Sabatetes de la Mare de Déu o esclops. Altres noms comuns en català: sabatetes del Nen Jesús, sabateta de dama, sabateta de Venus, sabatetes, sabatetes del Bon Jesús, soc de dama, soc de Venus i tapí de dama.
Deu el seu nom a la forma de la flor, que s'assembla bastant a una sabateta. Cypripedium, del grec kupris (venus) i pedilon (sabata) i calceolus del llatí per a sabateta, ambdós per la forma del label. Va ser descrita per Carl von Linné i publicada a Species Plantarum

## Descripció
Planta herbàcia perenne rizomatosa pubescent de tija llarga de fins a uns 70 cm d'altura. L'arrel és formada per un rizoma força curt (que té una forta olor) i proveït de nombroses arrels adventícies (a diferència de la majoria d'orquídies europees, no fa tubercles), cada rizoma pot donar diverses tiges aèries. La planta depèn de micorrizes amb una o més espècies de fongs.
La fulla (3-4 per tija) és sencera i àmpliament el·líptica, de 18 cm de longitud i 12 cm d'amplada, de color verd brillant, però la part inferior està coberta amb un pèl cotonós. Presenta els nervis molt marcats, clars. 
La flor és de fins a 8 cm de diàmetre, hermafrodita solitària o en una inflorescència amb 2 flors (rarament 3). Té una gran bràctea foliàcia a la base; periant aparentment format per quatre tèpals, els tèpals laterals fan un angle de 90° amb el superior, de color marró vermellós lanceolades, punxegudes, de deflexió horitzontal, una mica retorçat; el llavi de color groc amb taques vermelloses i olor de vainilla; i el label d'uns 3 cm d'un groc pàl·lid, còncau en forma de sabateta (d'aquí el nom). Floreix de maig a juny.

## Àrea de distribució
Relativament escampada per tota la regió eurosiberiana, des dels Pirineus (límit sud-occidental), Europa, Sibèria, Mongòlia, Xina i fins a Corea i l'oceà Pacífic, a les illes Sakhalín (Rússia) i Rebun (Japó), al límit oriental. Sempre, però, fent grups molt petits, poblacions amb pocs efectius i, encara, genèticament emparentats, amb clonalitat. És rara, però d'àrea extensa, des del nivell del mar fins als 2100 metres d'altitud. Típicament es troba en boscos humits oberts en obaga sobre sòls calcaris.
Declarada extingida a Bèlgica (des de l'any 1862), Luxemburg (des de l'any 1943) i Grècia (hi ha indicis que no ha estat mai flora grega).
A Catalunya és una espècie autòctona i actualment present només al Pirineu, entre els 1200 i els 1600 metres d'altitud, en concret al Berguedà (dos localitats a l'Alt Berguedà amb uns 360 peus), el Ripollès (2 localitats) i el Vallespir (2 localitats), són les úniques conegudes als Països Catalans. Hi havia diferents indicis dels segles xviii i xix al Montseny, al Conflent i a la Plana de Vic, però no s'han confirmat.
Concretament al Berguedà, es localitzen, des de la dècada dels anys 80 del segle xx, a dos indrets: els Rasos de Peguera i la serra del Catllaràs. En aquesta última zona, estava amenaçada per treballs forestals, al maig del 2014 s'hi va marcar pins per a tallar-los. Al Catllaràs hi deu viure el 75 % de la població catalana d'aquesta espècie, i potser una quarta part de la població del conjunt dels Pirineus.
Al Ripollès es localitza la primera ubicació a l'any 1987.
Per altra banda, les localitats sudcatalanes (Berguedà i Ripollès) amb les de l'Aragó a l'extrem nord-est del Parc Nacional d'Ordesa i Mont Perdut, documentades el 1979 per uns botànics anglesos són les úniques presents al vessant sud del Pirineu i de tota la península Ibèrica. Les localitats nordcatalanes (Vallespir) són les úniques al vessant nord del Pirineu.

## Amenaces
Fins a la 1a meitat del segle xx va ser la recol·lecció de flors i de plantes per jardineria, causant l'extinció de diferents localitats.
Actualment, la destrucció de l'hàbitat, especialment, d'intensificació de l'agricultura, la gestió forestal inadequada com ara la tala, l'ús d'herbicides i pesticides, compactació del sòl, per carretera i la construcció de senders i recollida.
Als Pirineus, la sobrefreqüentació de les localitats per a la seva observació i els afeccionats a la fotografia naturalista és un dels factors de risc principals per a aquesta orquídia (manipulació de plantes, arrabassament, trepig i alteració de l'hàbitat).

## Estat de conservació
A escala mundial, segons l'UICN, la tendència de la població de sabatetes de la mare de déu és estable. Ni l'àrea de distribució geogràfica de l'espècie ni la mida de les poblacions entren dins dels llindars per a qualsevol de les categories d'amenaça. D'altra banda, la interrupció de la disminució es deu a les mesures de conservació i protecció actuals. Aquesta orquídia a la revisió de l'any 2014 segons la Llista Vermella de la UICN, és en la categoria de baix risc, com a preocupació menor (LC).
A escala europea, a la revisió 2013 de la Llista vermella europea de la UICN avalua a l'espècie en la categoria de baix risc, com a quasi amenaçada (NT)
Localment, les poblacions del Pirineu són a:
- Espanya. La Llista vermella 2008 de la Flora Vascular Espanyola[12] avalua a les poblacions de la península Ibèrica com a regressives, en la categoria d'amenaçada, en perill d'extinció (EN) en estat silvestre i subcategoria C1, disminució continua.
- França. La Llista vermella 2012 de la Flora Vascular de França Metropolitana avalua a l'espècie en la categoria de vulnerable (VU). Cal tenir en compte que als Alps l'espècie es troba en una situació molt diferent al Pirineu septentrional, on no s'avalua per separat.

## Protecció
És una de les primeres espècies de la flora en el món que va ser declarada protegida, l'any 1879 a Suècia. És legalment protegida a pràcticament a tots els països on és present, això implica que per als individus silvestres està prohibida la seva recol·lecció, tallada i desarrelament, tant de la planta com de qualsevol de les seves parts (les llavors, arrels…); i, en molts llocs, també l'alteració negativa del seu hàbitat.
Presenta els següents nivells de protecció: 
- Món.
  - Convenció de Berna de 19/09/1979, inclosa des de 1991 a l'annex I d'espècies de la flora estrictament protegides. El Consell d'Europa ha elaborat un "Pla d'acció per la Cypripedium calceolus a Europa".[14] És l'única espècie de la flora europea que disposa d'un pla d'acció internacional. El pla d'acció desenvolupat en el marc de la Convenció de Berna proposa mesures de conservació a escala mundial per fer front a les amenaces per aquesta espècie bandera de la flora europea.
- Unió Europea.
  - Directiva Habitats, inclosa als annexos II i IV.
  - Reglament (UE) 1320/2014 de modificació del Reglament (CE) 338/97 sobre la protecció d'espècies de fauna i flora silvestres mitjançant la regulació del comerç, inclosa a l'annex A.
- Espanya. Espècie protegida. Al Catàleg Nacional d'Espècies Amenaçades, inclosa des de l'any 2002. Classificada amb la categoria de: En perill d'extinció. L'actual Catàleg espanyol d'Espècies Amenaçades[15] continua amb la mateixa categoria que el catàleg predecessor.
- França. Espècie protegida, des de 1982 a tot el territori metropolità.
- Catalunya. Espècie protegida. Al Catàleg de flora amenaçada de Catalunya, inclosa des de la creació d'aquest catàleg, l'any 2008. Classificada amb la categoria de: En perill d'extinció.

Per altra banda, com totes les orquídies, s'inclou a l'apèndix II de la Convenció sobre el comerç internacional d'espècies amenaçades de fauna i flora silvestres (CITES).

## Curiositats
El municipi noruec de Snåsa, una de les zones amb més gran quantitat de sabatetes de Noruega, les té a l'escut.
També és la flor del comtat de Nord-Trøndelag, on està ubicat Snåsa.
El Banc d'Ucraïna va emetre el 20 de juliol de 2016, dues monedes amb facials de 2 i 10 hryven encunyades una en alpaca i l'altra en plata, ambdues amb el mateix disseny, amb la diferència que la de menor facial està acolorida, pertanyent a la sèrie «Flora i Fauna d'Ucraïna», les monedes estan dedicades a la Cypripedium calceolus.
La singularitat de la flor ha estat motiu d'emissió de segells postals de curs legal en diversos països, molts d'ells fora de la seva àrea de distribució natural.